# أبو بكر القادري
أبو بكر القادري (وُلد 15 أبريل 1914 - توفي 2 مارس 2012) من رجال الحركة الوطنية المغربية، انضم إلى اتحاد كتاب المغرب في مايو 1966. أشرف على إدارة مجلة «الإيمان» وجريدة «الرسالة». وهو عضو في أكاديمية المملكة المغربية. له مجموعة من المؤلفات.

## مسيرته
بعد وفاة المجدد الشيخ عبد القادر الكيلاني، استقرت الأسرة في الأندلس هذه المجموعة تفرّعت الأسرة أكثر؛ فبعد سقوط غرناطة وتعرُّض أهلها للاضطهاد في محاكم التفتيش، اضطر أحد فروعها للفرار إلى المغرب. ومن هذا الفرع ولد أبو بكر القادري، بعد سنتين من وقوع المغرب في يد الفرنسيين، ونشأ في أسرة متدينة؛ كان والده ملجأ لسكان مدينة سلا، ومرجعا لهم في العديد من القضايا لحل مشاكلهم وخلافاتهم، وبلغ من كثرة توافد المظلومين عليه بحثا عن الإنصاف. وأصدر الملك مولاي حفيظ ظهيرا «بيانا» يتولى القادري الأب بموجبه العدالة في الرباط، لكنه رفض المنصب؛ لأنه لم يكن يحبّذ الاشتغال في وظيفة تابعة للسلطة.
تُوفي والده وعمر الصغير 8 سنوات، أثّرت أيام اليتم المبكرة بشكل بالغ على حياته،  تحمل القادر المسؤولية صغيرًا، كان يعمل ويدرس في آنٍ واحد،  كفله أحد إخوته، وكان من الشباب العلماء؛ فرباه تربية دينية، حفظ القرآن على يده، وما زال أبو بكر يحفظه عن ظهر قلب؛ لأنه يخصص وقتا يوميا لمراجعته.

### بدايات النضال
قرر أبو بكر القادري دخول مدرسة فرنسية لتعلّم اللغة الفرنسية رغم أن سنه قد وصلت 16 سنة؛ وهو ما يعني أنه سيزامل مَن هم أصغر منه كثيرا، وبعد ثلاثة أشهر قررت الإدارة أن ينتقل إلى القسم التالي في التعليم لتفوقه على أقرانه، وبعد مدة وجيزة انتقل مرة أخرى إلى القسم الثالث، وفي هذه المرحلة تلقى المبادئ الأولى لمهنة التدريس؛ إذ كلفه أستاذه بتصحيح بعض دفاتر التلاميذ؛ لأنه كان متفوقًا في اللغة الفرنسية، وهكذا أصبح في نظر التلاميذ أستاذهم.
لكن تم توقيفه من طرف الإدارة الفرنسية، بسبب أمر معلمة فرنسية له بالوقوف في الساحة مع التلاميذ الصغار فرفض؛ لأنه ليس من سنهم؛ فاستدعاه مدير المؤسسة، وطلب منه أن يعتذر للمعلمة، لكن أبا بكر رفض؛ لأنه رأى أنه لم يقلل من شأن المعلمة، ولم يخطئ في حقها؛ فتم طرده من المدرسة.
كان هذا الطرد بداية حركة طلابية ثائرة؛ حيث أضرب التلاميذ عن الدراسة؛ فطردت الإدارة بعضهم من المدرسة، ولما جاء بعض التلاميذ وسألوه عن الخطوة التي يمكن اتخاذها أمام الإجراء  الذي اتُّخذ في حقهم، قرر أبو بكر القيام بحركة قرآنية، وهكذا بدءوا يجتمعون بعد صلاة المغرب لتلاوة القرآن، اعتمدت الحركة على توضيح معالم طريقه النضالية المرتكزة أساسا على القرآن، والمبنية كذلك على تجميع القلوب وتربيتها على مبادئه.

## رفض ظهير 1930
أصدرت الإدارة الفرنسية في مايو 1930 ظهيرا، حاولت من خلاله خلق نوع من الفصل بين المغاربة الذين يتكلمون العربية والذين يتكلمون الأمازيغية؛ وذلك لجلب الأمازيغيين للفرنسيين بدعوى أنهم يعيشون في المغرب منذ القدم، وليس لهم ارتباط بالذين يتكلمون العربية، ويجب إحياء الأعراف القديمة لهم، مثل: ألا ترث المرأة، وألا تخضع لأحكام القضاء، وألا يكتبوا باللغة العربية، ولا يتعلموها ولا يتكلموا بها، فعمدت السلطات الفرنسية إلى تأسيس مدارس أمازيغية تدرّس فيها الأمازيغية والفرنسية.
ونتيجة لذلك، تحرك شباب الحركة الوطنية في موجة احتجاجية سُميت بحركة «اللطيف»، وسميت بهذا الاسم لأنها اعتمدت في أساسها على اتخاذ المساجد كمنفذ أساسي لتوعية المغاربة بخطورة السياسة الفرنسية لإحداث التفرقة بين العرب والأمازيغ، وطُلب من المصلين ترديد هذا الدعاء: «اللهم نسألك اللطف فيما جرت به المقادير ولا تفرق بيننا وبين إخواننا الأمازيغ». كان المجاهد أبو بكر من الشباب الفتيّ الذين انشغلوا بهذه الحركة والقضية الوطنية.. وكان يشعر بأن عليه واجبات ثلاثة:
أولا: تحقيق حلم الوالد بأن يكون فقيهًا كما كان يُلقِّبه دومًا.
ثانيا: المسؤولية تجاه أبناء الوطن، ومحاولة تحسين أوضاعهم.
ثالثا: إذكاء روح النضال ضد الاحتلال.
اختار أبو بكر المقاومة في ميدان التعليم، واتجه إلى تأسيس مدرسة حرة (التعليم بالمجان) بزاوية «ابن عبود»، مباشرة بعد إصدار الظهير البربري، وعُرفت هذه الزاوية بالمكتب الإسلامي ؛الذي نافس من جهة، وقاوم من جهة أخرى الاستعمار الفرنسي، فقد كان لا يتوقف عن العمل إلا مدة 15 يوما لا غير في الصيف، وبدأت المدرسة تنشغل تماما بالتلاميذ الواردين إليها من المدارس الرسمية.
وكان نتيجة ذلك أن تعتقله فرنسا لكونه صعّد من وتيرة المقاومة التعليمية والثقافية التي اختارها، حيث قام بفتح فرع للمدرسة السابق ذكرها لمَّا كثُر الإقبال عليها؛ لأن المغاربة وجدوا ضالتهم في تعليم ينتمي إلى هويتهم العربية والإسلامية، وفي ذلك التاريخ كانت هي المدرسة الحرة الوحيدة التابعة للحركة الوطنية.

## مطالب الوطنيين ومظاهرات المسجد
في سنة 1934 تقدم عشرة من الوطنيين المغاربة من بينهم علال الفاسي والهاشمي الفلالي والمكي الناصري - وكان منهم القادري وهو إذ ذاك أصغرهم سنا (20 عامًا) - بمذكرة تضم مطالب الشعب المغربي في ميدان الحريات العامة كحرية الصحافة وإصلاح العدالة والقضاء على الفساد، لكن السلطات الفرنسية ماطلت وسوَّفت إلى أن أعلنت رفضها بشكل قاطع سنة 1936، وعقدت المجموعة مؤتمرا مصغّرا لصياغة مطالب مستعجلة للشعب المغربي في نفس الوقت الذي تقود فيه مجموعة من المظاهرات. وتم القبض على «أبو بكر القادري» مرة ثانية، ورغم الإفراج عنه فقد لجأ إلى مهد المظاهرات: المسجد، فقد كانت الحركة الوطنية المغربية عقب كل صلاة تقود مظاهرات ضد الحماية الفرنسية، وألقى أبو بكر خطبة في المسجد احتجّ فيها على إلقاء القبض على مجموعة من الوطنيين، ودعا إلى تنظيم مظاهرات تضأمنية، فقاده خليفة الباشا من المسجد إلى السجن مرة أخرى سنة 1937.

## السجن امتحان ومدرسة
أثناء استنطاقه في الدار البيضاء خضع للتعذيب، وبعد اجتياز مرحلة التعذيب أُنزل إلى قبو وقضى مدة تقرب من 20 يوما لا يتناول فيها إلا الخبز والماء فكانت تُسلَّم له كسرة خبز صغيرة يابسة مع كأس من الماء، وكان صدى صراخ الذين يتعرضون للتعذيب يصل إليه. ثم نُفي إلى «تافينغولت» وهي منطقة نائية بمدينة «تارودانت» في بيت مغلق لا يُسمح له بالخروج إلا نصف ساعة في الصباح ونصف ساعة في المساء.
يروي أبو بكر عن فترة السجن: «السجن معيار للثبات والصدق وحسن المعاشرة والإيثار ولا تعرف أهمية هذه المواصفات إلا في الامتحان، والسجن مدرسة من مدارس الحياة الحقيقية، المتخرج منها لا بد أن يحصل على شهادة في معرفة الحياة...». كان القادري من بين اللذين وقعو على وثيقة المطالبة بالاستقلال وبتكوين مجموعة من الوطنين الذين سيوقعون على هذه الوثيقة.

## تعليم الفتيات.. فرض ديني
مما قاله أبو بكر القادري: «إننا عند الكلام عن حرية المرأة ومساواتها لا بد أن نفرق بين التقاليد والعادات التي ما أنزل الله بها من سلطان، وبين ما أقره الإسلام للمرأة من حقوق وواجبات.. ودورها دور أساسي لا يمكن التقليل من أهميته، وينبغي العمل على إزالة العوائق..».
كان أبو بكر من أوائل المطالبين بحصول تعليم الفتيات على التعليم المغرب، حتى عام 1946 كان هناك عدد قليل من مدارس الفتيات في المغرب، حيث استطاع تدشين مدرسة عربية للفتيات، حيث كان الاستعمار يقصر تعليمهن على الخياطة والتطريز والمبادئ البسيطة للكتابة،  حينما افتتح أبو بكر أول قسم للثانوي في مدرسة النهضة كان هناك بنتين فقط هما ابنة صديق له وابنة شقيقه، فبدأ القادري يعمل على «تطبيع» العلاقات بين الأسر المغربية وبين قضية تعليم البنات، فبدأ يقيم الحفلات المدرسية، حيث تتولى فتاة إلقاء خطبة بحضور الأمهات اللواتي بدأن ينقلن الأمر للبيوت، فأخذ الآباء يقتنعون بضرورة تعليم بناتهم.

## أسرته وحياته الخاصة
كانت زوجته تسانده في أزمته مع السلطة الفرنسية، وبما أن القادري كان يؤمن بفكرة تعليم الفتاة فقد بدأ هذا المشوار بزوجته غير المتعلمة،  مما جعلها تشارك في تعليم فتيات مدينة «سلاهي» ومجموعة من النساء اللواتي يُعتبرن الرعيل الأول لمدرسة أبو بكر القادري التي أُسست لخدمة المرأة المغربية.
أنجب القادري ستة أولاد، وكان يعقد معهم جلسات نهاية كل أسبوع، ويتم فيها سماع الأغاني التقليدية، ويختم بموشح من الموشحات الأندلسية. مع اعتياد الأسرة على القراءة الجماعية للقرآن.

## استمرار نشاطه بعد الاستقلال
رغم حصول المغرب على استقلاله ظل أبو بكر متواجدا على الساحتين السياسية والفكرية. إذ تولى مسؤولية الكتابة العامة لجمعية الكفاح الفلسطيني لمدة عشرين سنة ومسؤولية أمين عام مساعد للمؤتمر الأفريقي الإسلامي، وأيضا أمين عام مساعد للمؤتمر العالمي للإعلام، كما أشرف بالعضوية بمجلس الوصاية على العرش.

## مؤلفاته
أثرى المكتبة الإسلامية بمجموعة من المؤلفات منها في الميدان الإسلامي وفي ميدان العمل القومي، كما له كتابات في مسألة أدب الرحلات.
- محمد حصار: ترجمته، إنتاجه، ما قيل في رثاءه، مطبعة الرسالة، الرباط، 1971.
- في سبيل بعث إسلامي، مطبعة الرسالة، الرباط، 1972, 406ص. (سلسلة الجهاد الأكبر، 6)
- مشاهدات في الولايات المتحدة الأمريكية، مطبعة الرسالة، الرباط، 1979 (كتاب العلم،4)
- سعيد حجي (1912-1942): دراسة عن حياته ونشاطه الثقافي والسياسي وبعض إنتاجه، جزءان، دار الثقافة، البيضاء، 1979- 1982. (ج1 1979، ج2. 1982).
- في سبيل وعي إسلامي، مطبعة النجاح الجديدة، الدار البيضاء، 1980.
- رسالة الرسول محمد علية السلام رسالة عالمية خالدة: السنة المصدر الثاني للتشريع، مطبعة الرسالة، الرباط، 1980 (كتاب العلم، 6).
- أحمد بناني فقيد الأدب والوطنية / عبد الكبير الفاسي ، محمد الفاسي، أبو بكر القادري، عبد الكريم غلاب، مطبعة الرسالة، الرباط، 1981.
- ستة أيام في اليابان، مطبعة النجاح الجديدة، الدار البيضاء 1981.
- رجال عرفتهم: أجزاء، مطبعة النجاح الجديدة، البيضاء، 1983.
- قصة النهضة: سجل كفاح الحركة الوطنية من أجل مدرسة وطنية عربية إسلامية، مطبعة النجاح الجديدة، البيضاء، 1984.
- في سبيل مجتمع إسلامي: توجهات في الفكر والحياة، البيضاء، مطبعة النجاح الجديدة، 1986.
- مذكرات إفريقية وآسيوية، مطبعة الرسالة، الرباط، 1987.
- المغرب والقضية الفلسطينية: منذ عهد صلاح الدين إلى إعلان الدولة الفلسطينية، البيضاء، مطبعة النجاح الجديدة، 1989.
- في سبيل وحدة إسلامية: مشاهدات وارتسامات عن المسلمين في تركيا – قبرص التركية، رومانيا، بلغاريا.مطبعة النجاح الجديدة، البيضاء، 1990.
- دفاعا عن المرأة المسلمة، مطبعة النجاح الجديدة، البيضاء، 1990.
- مبادئ وأصول في التشريع الإسلامي، مطبعة النجاح الجديدة، البيضاء، 1991.
- مذكراتي في الحركة الوطنية المغربية من 1930 إلى 1940. ج1 , 1993.